# Dansk Sociologi
Dansk sociologi er et videnskabeligt tidsskrift, der udgiver original sociologisk forskning på dansk samt bog anmeldelser, essays og andre videnskabelige skriv om sociologi. Målgruppen er både forskere, undervisere, fagfolk og studerende, der beskæftiger sig med sociologiske problemstillinger, men også andre læsere med interesse i det samfundsvidenskabelige felt. Tidsskriftet udgives af Djøf Forlag på vegne af Dansk Sociologiforening. Tidsskriftet blev første gang udgivet i 1990.
Tidsskriftet dækker hele det sociologiske område, og det indeholder således artikler om blandt andet arbejdsliv, kultur, familie, køn og krop, identitet, religion og moral, politik og globalisering. Artiklerne tager form som originalartikler, oversigtsartikler ("reviews"), boganmeldelser, essays, faglige kommentarer og debatindlæg.
Alle artikler fagfællebedømmes. Indsendte bidrag vurderes af den samlede redaktion, og førstehåndsgodkendes indlægget udpeges et redaktionsmedlem til at bedømme artiklen. Artikler skal, hvis de skal publiceres, tage vigtige sociologiske spørgsmål op og holde et højt fagligt niveau. Nogle bidrag afvises, nogle godtages med det samme, mens andre sendes tilbage til forfatteren med henblik på videre bearbejdelse.
Dansk sociologi blev etableret i 1989-1990 af Dansk Sociologforening på samme tid, hvor sociologi som universitetsfag var i krise. I 1986-87 lukkedes Sociologisk Institut og fagene sociologi og kultursociologi på Københavns Universitet af venstre-politikeren Bertel Haarder, og samtidig oprettedes flere tværfaglige uddannelse på danske universiteter. Dansk Sociologforening havde derfor et ønske om at sikre fagets eksistens som selvstændig videnskab i dansk forskning og videregående uddannelse. Dansk Sociologi blev således etableret for at tydeliggøre sociologiens videnskabelige relevans i undersøgelsen, diskussionen og besvarelsen af samfundsvidenskabelige problemstillinger.